# Das ganze Stadion
Das ganze Stadion ist ein Dokumentarfilm des deutschen Regisseurs Felix Grimm aus dem Jahr 2011. Der Film zeigt im Zusammenschnitt ein fiktives Fußballspiel des FC St. Pauli auf Grundlage von zwei dokumentierten Heimspielen. Die Premiere war am 4. Oktober 2011 im Rahmen des Filmfest Hamburg. Der Film erschien bei Aries Images in zwei Auflagen auf DVD.

## Handlung
Der Fußballfilm zeigt die Fans des FC St. Pauli bei einem Heimspiel in der 2. Fußball-Bundesliga während der Aufstiegssaison 2009/10 im Millerntor-Stadion. Es gibt hauptsächlich Aufnahmen während des Spiels gegen die TuS Koblenz vom 32. Spieltag (Endergebnis 6:1) und während des Abendspiels gegen den FC Augsburg (30. Spieltag, Endergebnis 3:0).
Während des Films werden keine Spielszenen oder Tore gezeigt, der Spielverlauf erschließt sich ausschließlich aus den Kommentaren und Reaktionen der Fans. Ergänzt werden die Aufnahmen mit Bildern vor und aus dem Stadion sowie der Leitzentrale der Polizei. Neben den Live-Mitschnitten während des Spiels ist der Film noch unterlegt mit Kommentaren aus dem aktiven Umfeld des Vereins sowie dem Blindenradio der Abteilung Fördernde Mitglieder (AFM).

## Produktion
Insgesamt kamen bis zu 12 Kameras und Aufnahmegeräte zum Einsatz. Aus den insgesamt 80 Stunden Filmmaterial wurde der Film auf 63 min geschnitten. Die Produktion wurde gefördert durch die Film- und Medienstiftung NRW, Produzenten sind Aries Images, Hamburg, und die Kunsthochschule für Medien Köln.

## Kritik
„Die Kamera hüpft mit den Ultras in der Südkurve, hängt mal am Megaphon vorm Anpeitscher am Zaun, verfolgt den Biertransport beschürzter Kellner in die VIP-Separees oder schwebt hoch oben über den Köpfen der Fahnenschwenker hin und her. Ein gut gemachter Dokumentarfilm aus der Kunsthochschule in Köln über diejenigen, die für die Atmosphäre im Stadion verantwortlich sind und den Fußball wirklich ausmachen. Für Menschen, die noch nie im Stadion waren, ist das laut und ungewohnt, für echte Fußballfans fast wie auf der Gegengeraden.“

„Nicht nur die Bilder bleiben haften – auch die eigenwillige Machart des Films. Felix Grimm verzichtet darauf, die Fanvertreter, die er interviewt hat, ins Bild zu setzen. Folglich steht das Geschehen auf den Rängen und nur indirekt das auf dem Rasen im Mittelpunkt der 60 Minuten. Ein Film über Fans und kritische Fankultur, den so wohl kein Verein zu bieten hat.“